# Нок (фильм)
«Нок» (фр. «Knock») — французский кинофильм 1951 года с Луи Жуве, снятый по пьесе Жюля Ромена «Нок, или Триумф медицины». В эпизодах фильма снимались Луи де Фюнес и Жан Карме.

## Сюжет
Действие фильма происходит в 1923 году. Доктор Нок (Луи Жуве) мечтает обойти доктора Парпале (Жан Брошар) и стать символом триумфа медицины. Но люди ведут здоровый образ жизни, состояние здоровья населения превосходно, и пациентов у него немного. Поэтому доктор идёт на хитрость и убеждает посетителей своих бесплатных консультаций, что каждый человек болен, просто люди привыкли не замечать у себя симптомы болезней. Его план удаётся, люди становятся мнительными, и вскоре все жители его деревни лежат в постели, считая себя тяжело больными. От пациентов нет отбоя, и даже отель приходится временно переоборудовать под госпиталь.
Луи де Фюнес появляется на экране на несколько секунд в эпизодической роли пациента, — в титрах не указан. Доктор Нок — звёздная театральная роль Луи Жуве, — имя персонажа стало нарицательным. Первая экранизация пьесы Жюля Ромена «Нок, или Триумф медицины» (1923) была снята в 1933 году («Доктор Нок, или Триумф в медицине»). Авторами сценария были также Жорж Невё и Ромен, а роль Нока также исполнял Жуве. «Нок» — предпоследний фильм с участием Жуве, — актёр скончался 16 августа 1951 года, через пять месяцев после его выхода на экран.